# Terrazas de La Presa
Koordinaten: 32° 27′ N, 116° 55′ W
Terrazas de La Presa ist ein Ortsteil im Municipio Tijuana im mexikanischen Bundesstaat Baja California. Der Ortsteil liegt auf einer Anhöhe im südlichen Teil der Stadt Tijuana und grenzt unmittelbar an den Ortsteil Jardines de La Presa an. Die Straßenzüge und Häuser sind terrassenförmig angelegt, wodurch auch der Ortsteil seinen Namen bekam.